# Nathaniel Cobb Deering

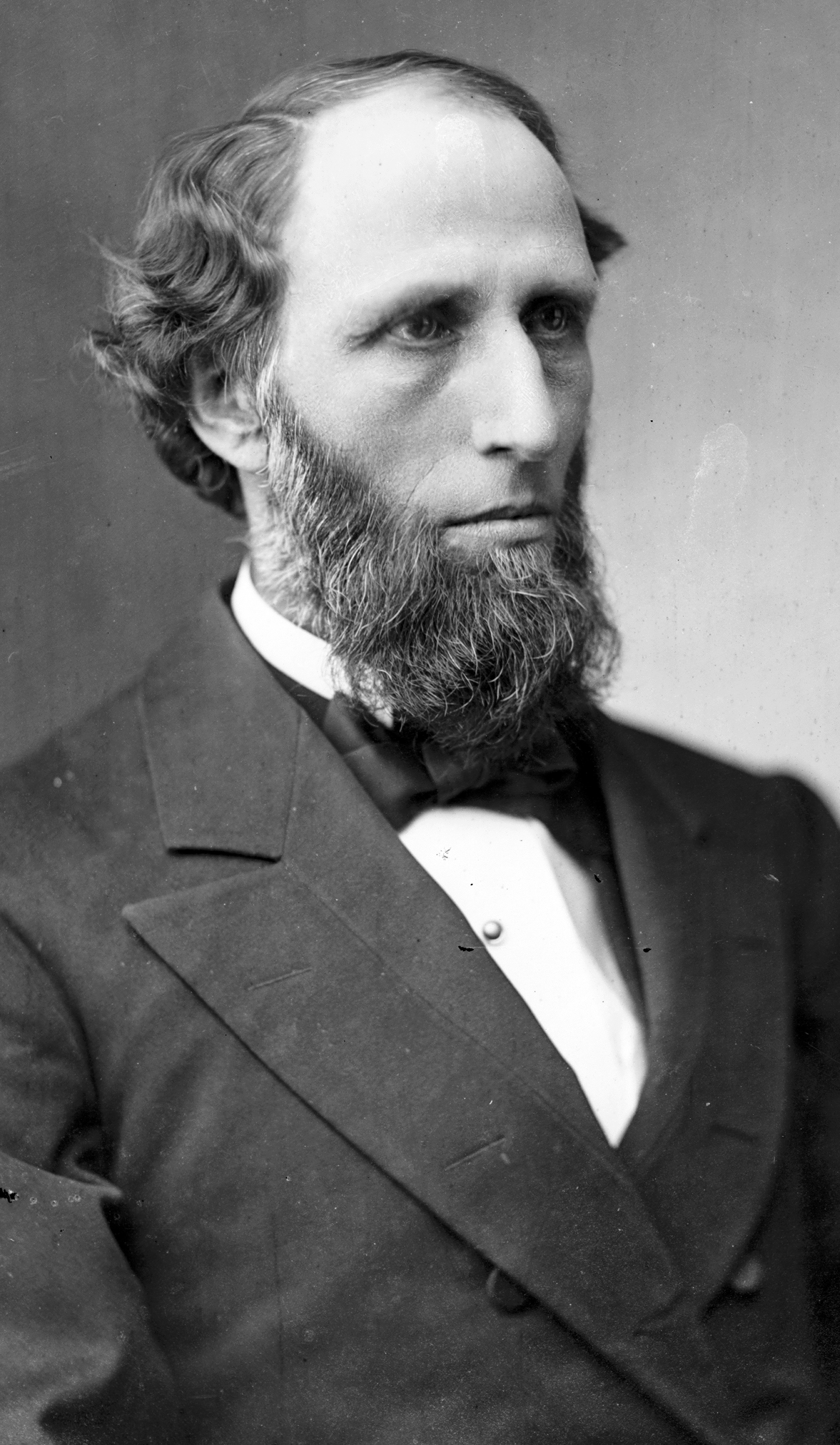
Nathaniel Cobb Deering

Nathaniel Cobb Deering (* 2. September 1827 in Denmark, Oxford County, Maine; † 11. Dezember 1887 in Osage, Iowa) war ein US-amerikanischer Politiker. Zwischen 1877 und 1883 vertrat er den Bundesstaat Iowa im US-Repräsentantenhaus.

## Werdegang
Nathaniel Deering besuchte die öffentlichen Schulen seiner Heimat und die North Bridgeton Academy. Danach arbeitete er als Lehrer und Ladenangestellter, ehe er sich im Jahr 1850 am Goldrausch in Kalifornien beteiligte. Zwei Jahre später kehrte er mit einigem Vermögen nach Maine zurück. Dort produzierte er in einer eigenen Fabrik Papier, bis diese im Jahr 1856 durch ein Feuer zerstört wurde. Zwischen 1855 und 1856 war Deering Abgeordneter im Repräsentantenhaus von Maine.
Im Jahr 1857 zog Deering nach Osage in Iowa. Dort stieg er in das Holzgeschäft ein. Außerdem betrieb er eine Sägemühle. Durch seine Bekanntschaft mit dem damaligen Vizepräsidenten Hannibal Hamlin erhielt er eine Verwaltungsstelle im US-Senat, die er bis 1865 bekleidete. Zwischen 1865 und 1869 arbeitete Deering als Sonderbeauftragter des Postministeriums für die Postbezirke Minnesota, Iowa und Nebraska. Von 1872 bis 1877 war er Bankrevisor für den Staat Iowa.
Deering war Mitglied der Republikanischen Partei. Bei den Kongresswahlen des Jahres 1876 wurde er im vierten Wahlbezirk von Iowa in das US-Repräsentantenhaus in Washington, D.C. gewählt, wo er am 4. März 1877 die Nachfolge von Henry Otis Pratt antrat. Nach zwei Wiederwahlen konnte er bis zum 3. März 1883 drei Legislaturperioden im Kongress absolvieren. Zwischen 1881 und 1883 war er Vorsitzender des Ausschusses zur Kontrolle der Ausgaben des Außenministeriums.
Nach dem Ende seiner Zeit im US-Repräsentantenhaus engagierte sich Deering in der Landwirtschaft. Außerdem stieg er in Montana in das Viehzuchtgeschäft ein. Zum Zeitpunkt seines Todes war er Präsident einer großen Viehzuchtgesellschaft. Nathaniel Deering starb am 11. Dezember 1887 in Osage an Malaria.